# من الأرض إلى إيكو
من الأرض إلى إيكو (بالإنجليزية: Earth to Echo)‏ هو فيلم مغامرة وخيال علمي تم إنتاجه في الولايات المتحدة وصدر في سنة صدر في 2 يوليو 2014، الفيلم من إنتاج وتقديم أفلام والت ديزني، وهو من نوع تسجيلات مكتشفة.

## القصة
تدور أحداث الفيلم حول مجموعة من الأطفال الذين يتلقون مجموعة من الرسائل المُلغزة عبر هواتفهم المحمولة، ويسعون للكشف عن مصدر هذه الرسائل، ليجدوا في طريقهم كائن فضائي صغير في حاجة ماسة إلى مساعدتهم.

## وصلات خارجية
- من الأرض إلى إيكو على موقع IMDb (الإنجليزية)
- من الأرض إلى إيكو على موقع ميتاكريتيك (الإنجليزية)
- من الأرض إلى إيكو على موقع روتن توميتوز (الإنجليزية)
- من الأرض إلى إيكو على موقع نتفليكس (الإنجليزية)
- من الأرض إلى إيكو على موقع قاعدة بيانات الأفلام العربية
- من الأرض إلى إيكو على موقع ألو سيني (الفرنسية)
- من الأرض إلى إيكو على موقع Turner Classic Movies (الإنجليزية)
- من الأرض إلى إيكو على موقع أول موفي (الإنجليزية)
- من الأرض إلى إيكو على موقع بوكس أوفيس موجو (الإنجليزية)
- من الأرض إلى إيكو على موقع فيلمافينيتي (الإسبانية)